# Ndaou
Ndaou est un village du Cameroun situé dans la Région du Nord, dans le département de la Bénoué . Il dépend de l'arrondissement de Mayo-Hourna et de la commune de Barndaké, créée en 2007. Il fait partie du lamidat de Garoua.

## Population
Lors du recensement de 2005réalisé par le Bureau central des recensements et des études de population (BUCREP), 1 040 habitants y ont été dénombrés.

## Climat
Ndaou bénéficie d'un climat tropical avec une saison des pluies qui a lieu durant l'été. La température annuelle moyenne est de 27.8 °C et la précipitation moyenne par an est de 1025 mm.

## Agriculture
Le coton continue d’être cultivé (petites entités dont le rendement est de l’ordre de 350 kg/ha) bien qu’il soit sur certaines parcelles remplacé par le maïs.

## Autres activités
La chasse est principalement axée sur la capture du petit gibier et la pêche y est pratiquée à un niveau artisanal.